# Piotr Bronowicki
Piotr Bronowicki, né le 10 septembre 1981 à Świdnik, est un ancien footballeur polonais qui évoluait au poste de milieu de terrain. Son frère, Grzegorz a lui aussi été joueur de football professionnel.

## Carrière
- 1997-2007 :  Górnik Łęczna (49 matches - 1 but)
- 2007-2009 :  Legia Varsovie (36 matches - 0 but)
- 2009 :  Piast Gliwice
- 2009-2010 :  Górnik Łęczna
- 2010 :  Pogoń 07 Lubartów